# American Falls
Die American Falls gehören zu den drei Wasserfällen, die zusammen als Niagarafälle bezeichnet werden.
Sie bilden den nördlichsten und östlichsten der drei Fälle zwischen dem Festland der Ortschaft Niagara Falls im US-Bundesstaat-New York und der Insel Luna Island. Damit liegen sie – wie auch die nur wenige Meter entfernten Bridal Veil Falls – vollständig in den Vereinigten Staaten.
Die American Falls haben die zweitgrößte Breite der drei Fälle. Diese beträgt in der Luftlinie von Ufer zu Ufer 250 Meter, während weitere 40 Meter dazu kommen, wenn man den exakten Kantenverlauf misst. Ihre Höhe liegt je nach Ort zwischen 21 und 34 Meter, bis das Wasser auf eine Schutthalde auftrifft. Rechnet man die Höhe der Schutthalde mit, erreichen die American Falls eine Höhe von 57 Metern. Die Schutthalde dürfte auch der Grund dafür sein, dass – anders als bei den Horseshoe Falls – noch kein Mensch einen Sturz von den American Falls überlebt hat.
Alle drei Fälle werden vom Niagara River gespeist, der vom Eriesee in den Ontariosee fließt. Dabei strömen nur rund zehn Prozent des Gewässers durch die American Falls.

## Galerie

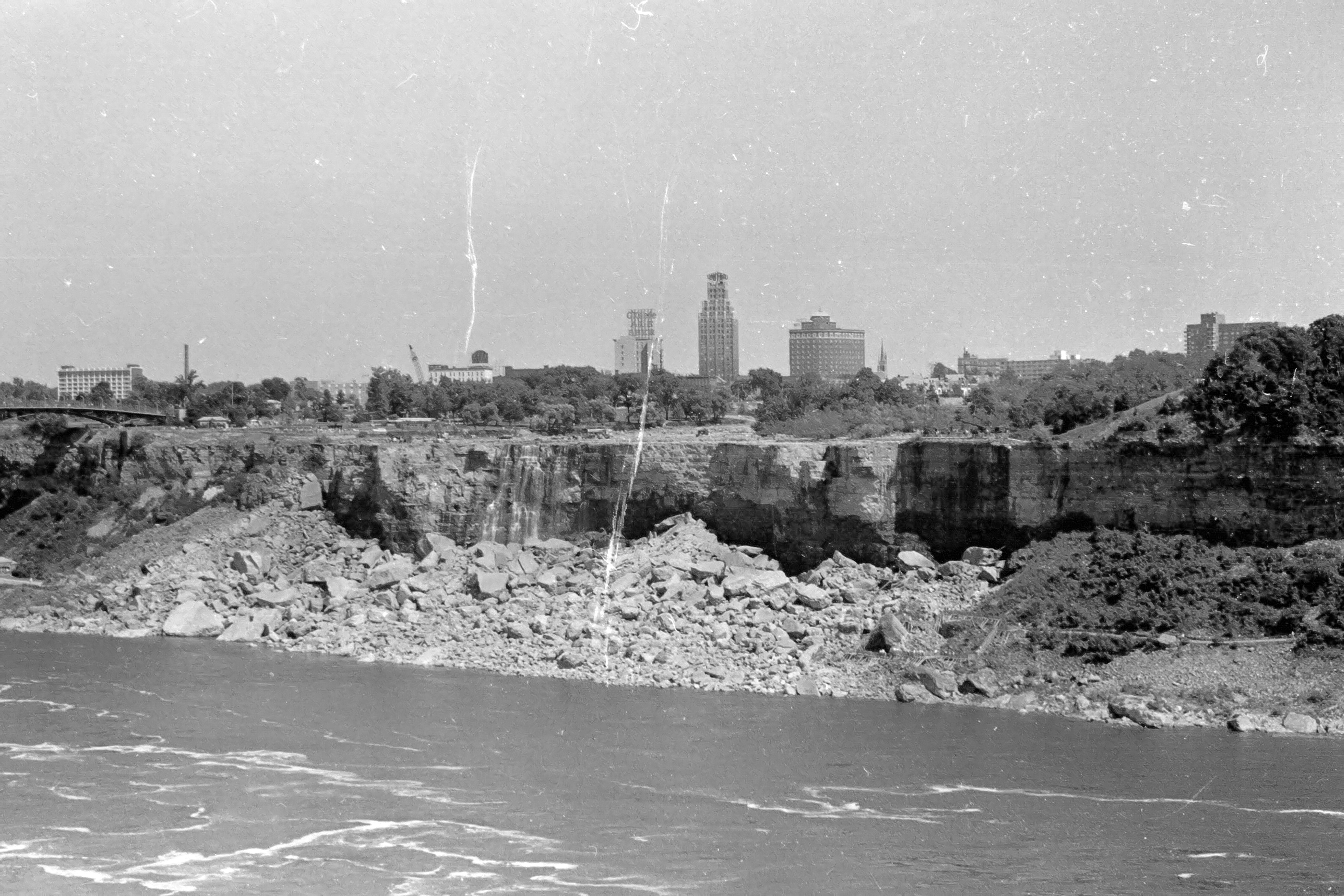
Trockengelegte Fälle (1969)
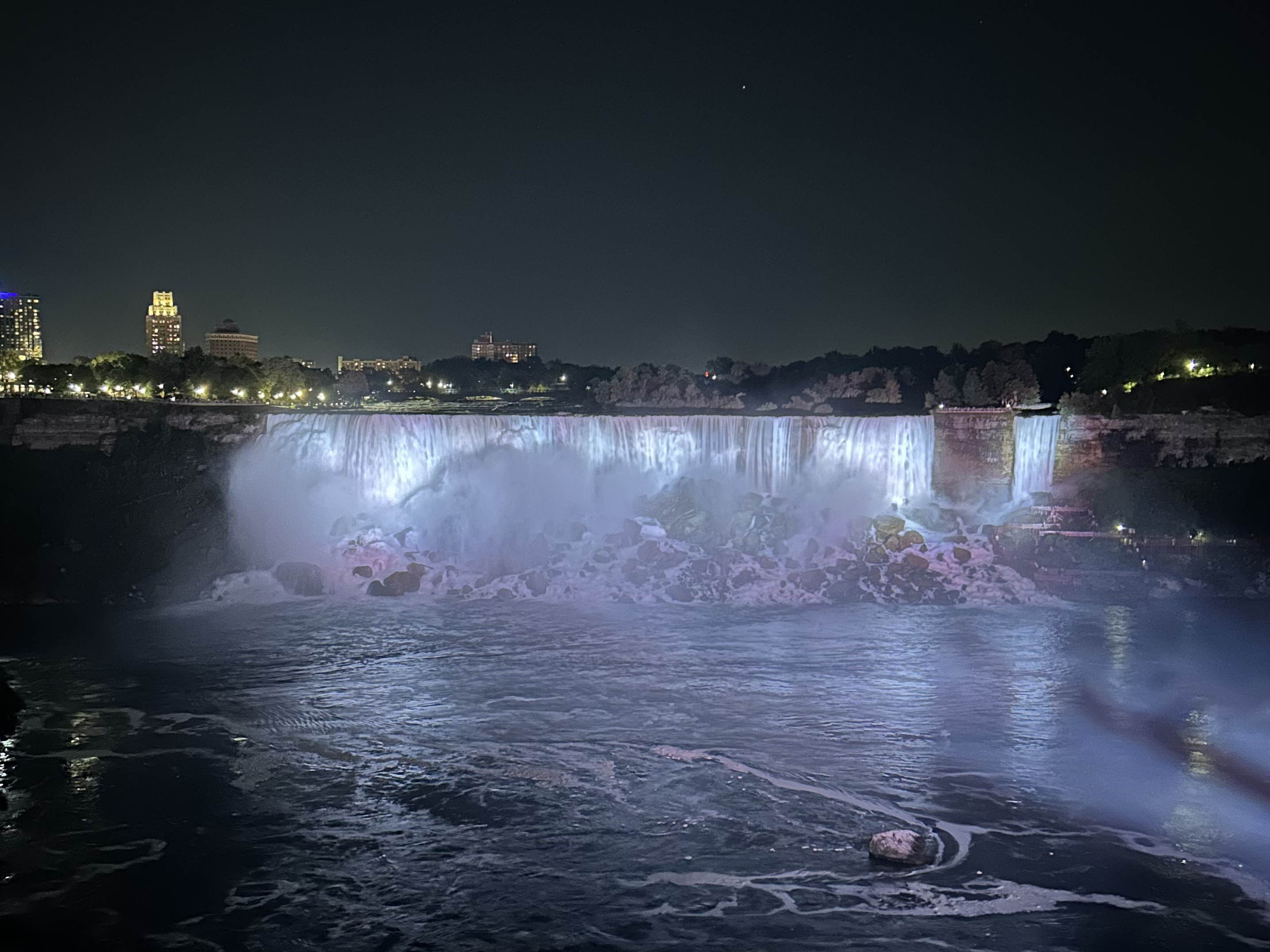
American Falls bei Nacht